# Оррум (Північна Кароліна)
Оррум (англ. Orrum) — місто (англ. town) в США, в окрузі Робсон штату Північна Кароліна. Населення — 59 осіб (2020).

## Географія
Оррум розташований за координатами 34°28′0″ пн. ш. 79°0′32″ зх. д. / 34.46667° пн. ш. 79.00889° зх. д. (34.466727, -79.008945).  За даними Бюро перепису населення США в 2010 році місто мало площу 1,24 км², уся площа — суходіл.

## Демографія
Згідно з переписом 2010 року, у місті мешкала 91 особа в 39 домогосподарствах у складі 24 родин. Густота населення становила 73 особи/км².  Було 50 помешкань (40/км²).
Расовий склад населення:
| - 58,2 % — білих - 26,4 % — чорних або афроамериканців - 5,5 % — корінних американців - 9,9 % — осіб інших рас |

До двох чи більше рас належало 0,0 %. Частка іспаномовних становила 14,3 % від усіх жителів.
За віковим діапазоном населення розподілялося таким чином: 19,8 % — особи молодші 18 років, 61,5 % — особи у віці 18—64 років, 18,7 % — особи у віці 65 років та старші. Медіана віку мешканця становила 45,8 року. На 100 осіб жіночої статі у місті припадало 111,6 чоловіків;  на 100 жінок у віці від 18 років та старших — 97,3 чоловіків також старших 18 років.
Середній дохід на одне домашнє господарство  становив 50 830 доларів США (медіана — 35 625), а середній дохід на одну сім'ю — 64 763 долари (медіана — 52 500). За межею бідності перебувало 30,8 % осіб, у тому числі 36,4 % дітей у віці до 18 років та 29,4 % осіб у віці 65 років та старших.
Цивільне працевлаштоване населення становило 13 осіб. Основні галузі зайнятості: будівництво — 38,5 %, освіта, охорона здоров'я та соціальна допомога — 23,1 %, виробництво — 15,4 %, транспорт — 7,7 %.